# Sonny Liston
Charles L. »Sonny« Liston, ameriški boksar, * ok. 1932, Sand Slough, Arkansas, ZDA, † 30. december 1970, Las Vegas, Nevada, ZDA.
Liston je osvojil naslov svetovnega boksarskega prvaka v težki kategoriji 25. septembra 1962, ko je s prekinitvijo v prvi rundi premagal Floyda Pattersona. V povratnem dvoboju 22. junija sledečega leta je Liston ubranil naslov, ponovno s prekinitvijo v prvi rundi. 25. februarja 1964 je izgubil naslov prvaka proti Cassiusu Clayu (kasneje Muhammad Ali) zaradi poškodbe rame v šesti rundi. V povratnem dvoboju 25. maja istega leta je Clay ponovno zmagal s prekinitvijo v prvi rundi. Leta 1970 je umrl zaradi prevelikega odmerka heroina star okoli 38 let.